# .bn
.bn је највиши Интернет домен државних кодова (ccTLD) за Брунеј. Администриран је од стране Jabatan Telekom Brunei.